# معركة نورفولك

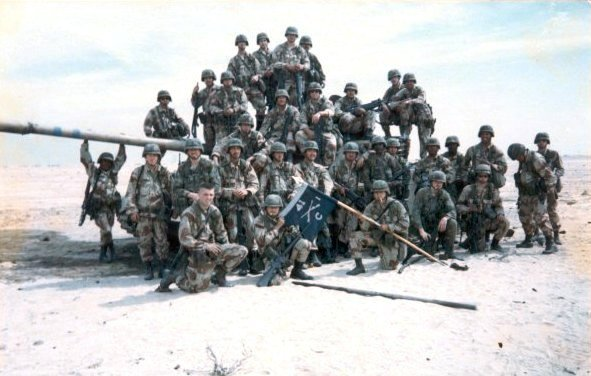
جنود الفصيلة الثانية من المجموعة ج من الكتيبة الأولى من فوج المشاة 41 يستولون على دبابات العراقية خلال حرب الخليج الثانية، فبراير 1991.

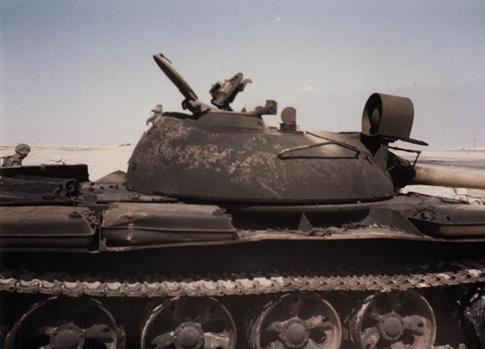
دبابة عراقية للحرس الجمهوري دمرتها فرقة العمل 1-41 المشاة خلال حرب الخليج الثانية، فبراير 1991.

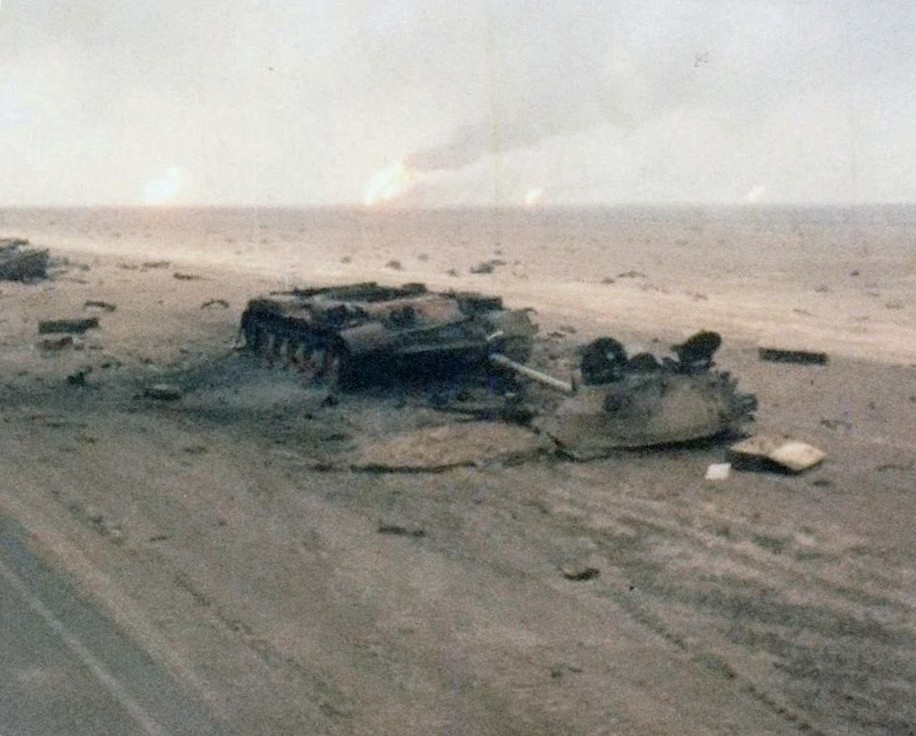
الدبابات العراقية دمرت من قبل فرقة العمل 1-41 المشاة خلال حرب الخليج الثانية، فبراير 1991.

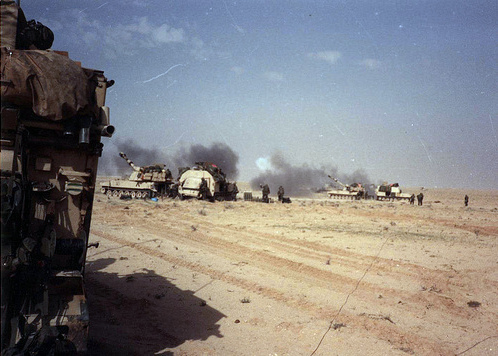
الكتيبة الرابعة من فوج المدفعية الميدانية الثالث من شعبة المدرعة الثانية تقوم بضربات مدفعية على مواقع عراقية خلال حرب الخليج الثانية. المدفعية الميدانية كانت كتيبة دعم إطلاق النيران لفرقة العمل 1-41 خلال حرب الخليج الثانية، فبراير 1991.

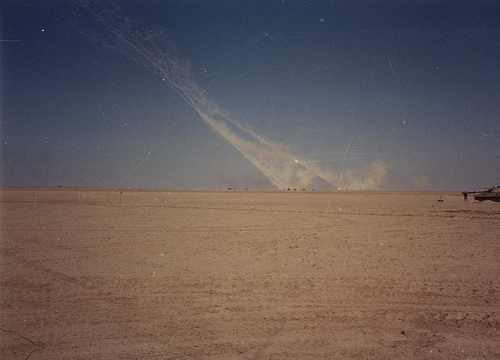
راجمة صواريخ أم 270 تهاجم مواقع عراقية في معركة نورفولك خلال حرب الخليج الثانية، فبراير 1991.

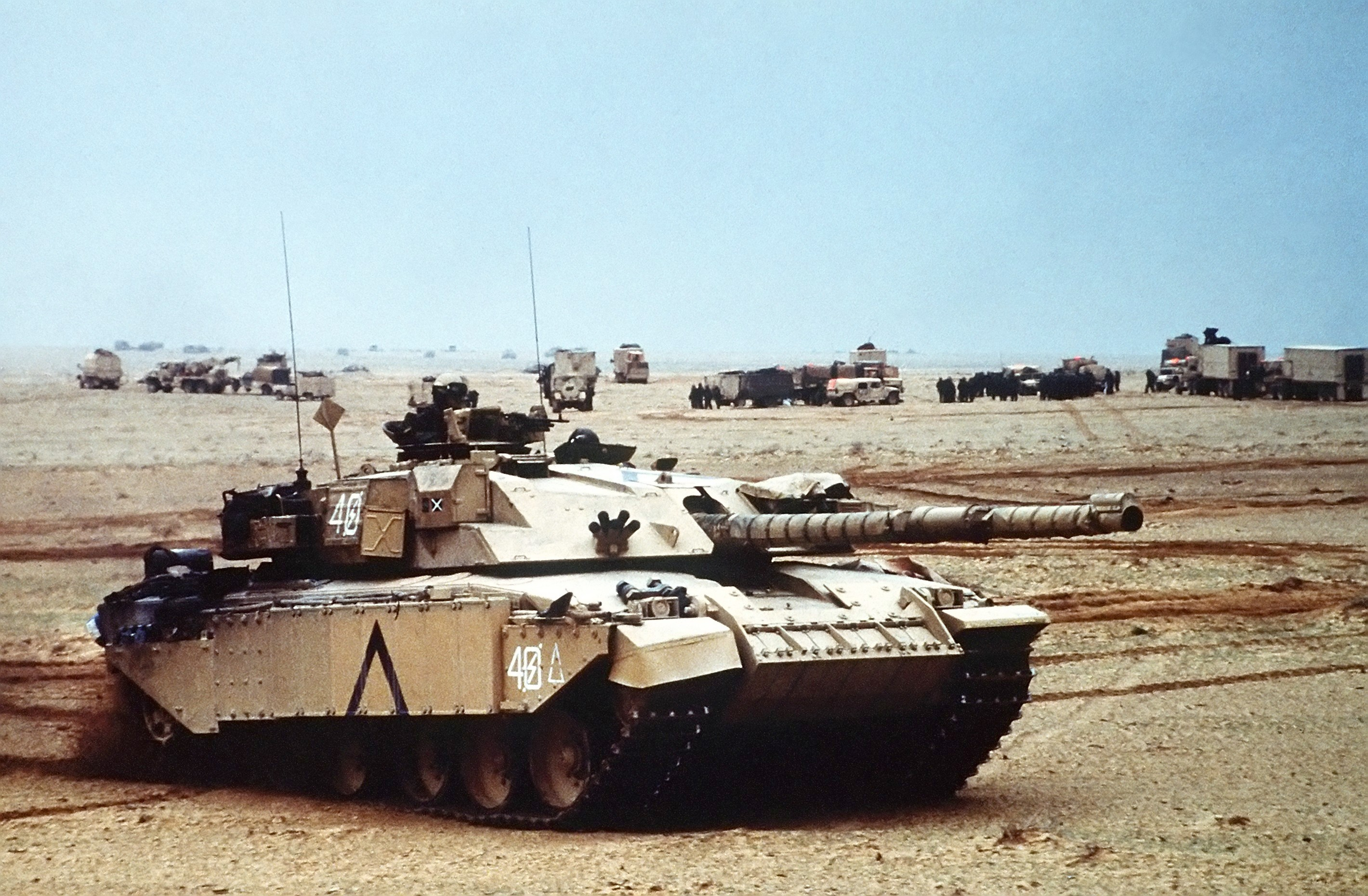
دبابة الجيش البريطاني تشالنجر 1 الرئيسية للمعركة خلال عملية عاصفة الصحراء. أثبتت تشالنجر 1 أنها فعالة جدا في معركة نورفولك. لم تدمر أي دبابة تشالنجر 1 في المعركة وسجلت تشالنجر 1 أطول تدمير دبابة معادية بمسافة 2.9 ميل. أطول تدمير دبابة لدبابة على الإطلاق.

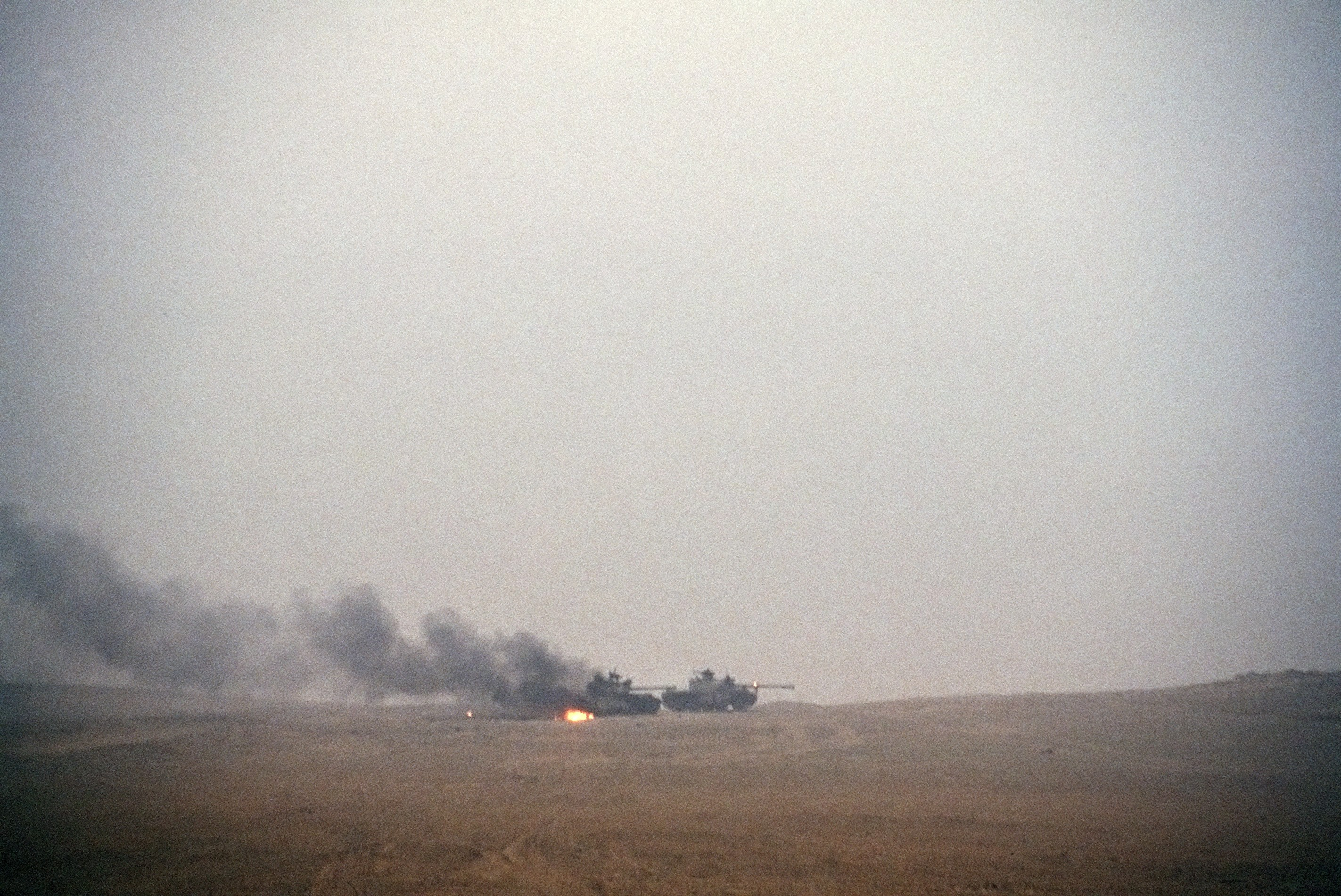
الدبابات العراقية من نوع 69 بعد هجوم من الفرقة البريطانية المدرعة الأولى خلال عملية عاصفة الصحراء.

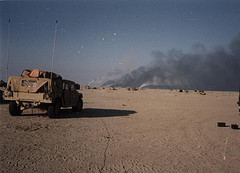
الدبابات العراقية المدمرة التي أحترقت في معركة نورفولك خلال حرب الخليج الثانية، فبراير 1991.

معركة نورفولك كانت حرب مدرعة وقعت في 27 شباط 1991 خلال حرب الخليج الثانية بين القوات المدرعة للولايات المتحدة والمملكة المتحدة وتلك التابعة للحرس الجمهوري العراقي. كان المشاركون الرئيسيون في الفرقة الثانية المدرعة الأمريكية (الأمامية) وفرقة المشاة الأولى (الآلية) والكتائب العراقية المصفحة 18 و9 المدرعة من الحرس الجمهوري توكلنا فرقة مشاة الميكانيكية جنبا إلى جنب مع عناصر من إحدى عشرة شعبة عراقية أخرى. تم تعيين الفرقة المدرعة الثانية من فرقة المشاة الأولى الأمريكية كلواء المناورة الثالث بسبب عدم نشر كتائبها. كانت الفرقة الأولى المدرعة البريطانية مسؤولة عن حماية الجناح الأيمن من الفيلق. خصمها الرئيسي هو الفرقة العراقية 52 المدرعة وقوات مشاة متعددة. كانت هذه المعركة الأخيرة للحرب قبل بدء نفاذ وقف اطلاق النار من جانب واحد. وقعت معركتان أخرتان في الهدف دورسيت وبالقرب من حقل النفط في الرميلة بعد وقف إطلاق النار. اعتبرت معركة نورفولك من قبل بعض المصادر ثاني أكبر معركة دبابات في التاريخ الأمريكي وأكبر معركة دبابات في حرب الخليج الثانية. شارك ما لا يقل عن 12 قسما في معركة نورفولك جنبا إلى جنب مع كتائب متعددة وعناصر من الفوج. دمرت القوات الأمريكية والبريطانية ما يقرب من 750 دبابة عراقية ومئات الأنواع الأخرى من المركبات القتالية. هذا دون أن يأخذ حتى في الاعتبار تدمير فرقتين إضافيتين من الحرس الجمهوري في الهدف دورست من قبل الفرقة المدرعة 3 في 28 فبراير 1991. خلال هذا العمل دمرت الفرقة المدرعة الثالثة 250 سيارة للعدو وقبضت على 2500 جندي عراقي. لقد مر أكثر من عقد من الزمان بعد الصراع قبل أن تصبح المراجع النوعية متاحة في معظم المعارك التي وقعت خلال حرب الخليج الثانية. كانت العديد من المعارك البرية خلال عملية عاصفة الصحراء أكبر من معظم المعارك التي وقعت في جنوب وغرب أوروبا خلال الحرب العالمية الثانية على الأقل بقدر كمية المعدات المعنية.

## نظرة عامة
وقعت المعركة على بعد حوالي 60 ميلا (97 كيلو متر) شرقا وبعد 18 ساعة من معركة بصية وعدة كيلومترات شرق معركة 73 للشرق التي انتهت قبل ساعتين فقط. تدعى معركة نورفولك هدف نورفولك وهي المنطقة التي شملت تقاطع طريق خط أنابيب إيبسا والعديد من الممرات الصحراوية ومستودع إمدادات عراقي كبير تدافع عنه الدروع العراقية. كان يقع هدف نورفولك غرب خط المرحلة الكيوي وشرق خط المرحلة سماش وشمال خط المرحلة العنب. خطوط المرحلة هي مراجع الخرائط التي تحدث كل بضعة كيلومترات المستخدمة لقياس التقدم المحرز في عملية هجومية.

## المشاركون
كانت القوات المشاركة في المعركة هي الفرقة الأولى للمشاة الأمريكية واللواء الثالث من الفرقة المدرعة الثانية (الجحيم على عجلات) والكتائب العراقية المصفحة 18 و9 المدرعة من الحرس الجمهوري قسم توالكنا للمشاة الآلية جنبا إلى جنب مع عناصر من إحدى عشرة فرقة عراقية أخرى بما في ذلك فرق المشاة 26 و48 و31 و25. شاركت الفرقة العراقية المدرعة 52 أيضا. شاركت الفرقة العراقية العاشرة والثانية عشرة. كان للعراقيين أيضا عناصر من كتائب مدرعة مستقلة أخرى في الساحة وهما اللواءان المدرعان 50 و29. قام البريطانيون بإرسال الفرقة المدرعة الأولى. أسندت إلى الفرقة الثالثة المدرعة الأمريكية المسؤوليات في الهدف دورسيت.

## استطلاع مضاد
فرقة العمل 1-41 المشاة كانت فرقة عمل كتيبة ثقيلة من الفرقة المدرعة 2 (الأمامية). كانت تتألف في المقام الأول من الكتيبة الأولى وفوج المشاة 41 والكتيبة 3 وفوج المدرعة 66 والكتيبة 4 فوج المدفعية الميدانية 3. كانت قوة العمل 1-41 أول قوة تحالفية تعبر الحدود السعودية في 15 فبراير 1991 وتجري عمليات قتالية أرضية في العراق وتشارك في معارك حربية مباشرة وغير مباشرة مع العدو في 17 فبراير 1991. بعد فترة وجيزة من وصولهم إلى فرقة العمل المسرحية 1-41 تلقت بعثة الاستطلاع المضاد للمشاة جنبا إلى جنب مع السرب الأول من فوج الفرسان الرابع. هذا الجهد المشترك أصبح يعرف باسم فرقة العمل الحديدية. يشمل الاستطلاع المضاد عموما تدمير أو صد عناصر الاستطلاع للعدو وحرمان قائدها من مراقبة القوات الصديقة. في 15 فبراير 1991 أطلقت الكتيبة الرابعة من فوج المدفعية الميدانية الثالثة النار على مقطورة وشاحنات قليلة في القطاع العراقي كانت تلاحق القوات الأمريكية. في 16 فبراير 1991 بدا أن عدة مجموعات من المركبات العراقية تقوم بأعمال استطلاعية على فرقة العمل وتم إبعادها عن طريق النار من فرق العمل 4-3. أفادت التقارير بأن فصيلة أخرى للعدو من بينها ست مركبات تقع في شمال شرق فرقة العمل. كانوا يعملون مع نيران المدفعية من فرقة العمل 4-3. في وقت لاحق من ذلك المساء شوهدت مجموعة أخرى من المركبات العراقية تتحرك صوب مركز فرقة العمل. يبدو أنها دبابات ومركبات مشاة قتالية سوفييتية الصنع تابعة للعراق. في الساعة التالية خاضت فرقة العمل معارك صغيرة مع وحدات استطلاع عراقية. فرقة العمل 1-41 أطلقت صواريخ بي جي إم-71 تاو على التشكيل العراقي لتدمر دبابة واحدة. أما باقي التكوين فقد دمر أو أبعد عن نيران المدفعية من فرقة العمل 4-3. في 17 فبراير 1991 استولت فرقة العمل على قذائف هاون معادية إلا أن قوات العدو تمكنت من الفرار. في وقت لاحق من ذلك المساء تلقت فرقة العمل نيران مدفعية للعدو لكنها لم تسفر عن إصابات.

## الخرق
كان يسبق هذا الخرق وابل المدفعية الثقيلة بقيادة الكتيبة الرابعة من فوج المدفعية الميدانية 3 ولواء المدفعية الميدانية 210 لتخفيف الدفاعات العراقية. شاركت نحو 300 بندقية من دول متعددة في الوابل. أطلقت أكثر من 14,000 طلقة من المدفعية وأكثر من 4900 صاروخ على القوات العراقية خلال هذه الغارات. فقد العراق ما يقرب من 22 كتيبة مدفعية خلال المراحل الأولى من هذا الوابل. هذا يشمل تدمير ما يقرب من 396 قطعة مدفعية عراقية. بحلول نهاية هذه الغارات كانت جميع الأصول المدفعية العراقية غير موجودة. استكملت هذه الغارات بشن هجمات جوية من قبل بي-52 ستراتوفورتريس ولوكهيد إيه سي-130.
أعطيت فرقة العمل 1-41 المشاة مهمة اختراق المواقع الدفاعية الأولية العراقية على طول الحدود العراقية السعودية. ساعد مرة أخرى من قبل سرب 1 وفوج سلاح المدرعة 4. بمجرد دخولها إلى الأراضي العراقية واجهت فرقة العمل مواقع دفاعية ومخابئ عراقية متعددة. هذه المواقع الدفاعية احتلها عناصر اللواء. فرقة العمل 1-41 فكك واستعد للاشتباك مع جنود العدو الذين احتلوا هذه المخابئ المحضرة جيدا والمحصنة بشدة. وجدت فرقة العمل نفسها في ست ساعات من القتال من أجل إزالة مجمع القبو واسع النطاق. شارك العراقيون مع فرقة العمل بنيران الأسلحة الصغيرة وأسلحة آر بي جي وقذائف الهاون وما تبقى من أصول المدفعية العراقية. تكشفت سلسلة من المعارك التي أسفرت عن سقوط عدد كبير من الضحايا العراقيين وإزالة العراقيين من مواقعهم الدفاعية وأصبح العديد منهم أسرى حرب. نجا بعضهم من قتل أو تم أسرهم من قبل قوات التحالف الأخرى. في عملية تطهير قوات المخابئ استولت فرقة العمل 1-41 على موقعي قيادة لواء ومركز قيادة فرقة المشاة السادسة والعشرين. كما استولت فرقة العمل على قائد لواء والعديد من قادة الكتيبة وقادة المجموعات وضباط الأركان. كما تقدمت العمليات القتالية لفرقة العمل 1-41 المشاة لتعمل على المدى القصير ضد دبابات العدو في مواقع كمين. حصلت فرقة العمل 1-41 على جائزة فخمة لجهودها.

## المعركة
كانت معركة نورفولك تعني استمرار القتال الذي بدأ مع معركة 73 للشرق في اليوم السابق. بدأت في الساعة 0030 في 27 فبراير. تمركز اللواءان المهاجمان التابعان لفرقة المشاة الأولى الأمريكية بما فيها اللواء الثالث من الفرقة المدرعة الثانية على طول 75 شرقا على بعد 2000 متر شرق 73 للشرق. اشتبكت الكتائب مع شعبة توكلنا العراقية التابعة للحرس الجمهوري بما في ذلك اللواء السابع والثلاثون التابع للفرقة العراقية الثانية عشرة المدرعة. تم تدمير الفرقة العراقية المدرعة الثانية عشر خلال هذه المشاركة. دمرت نحو 40 دبابة عراقية وعدد مماثل من المركبات القتالية الأخرى.
بدعم جوي من الكتيبة الثانية وطائرات الهليكوبتر الهجومية الأولى للطائرات وبدعم من نيران الكتيبة الرابعة من فوج المدفعية الميدانية الثالثة ولواء المدفعية الميداني 210 الذي منع المدفعية العراقية من التدخل حيث قامت فرقة المشاة الأولى الأمريكية بعمل ممر. في الساعات الثلاث التالية عبرت فرقة المشاة الأولى الأمريكية بشكل منهجي مسافة 6.2 ميل (10 كيلو متر) من الهدف نورفولك مما أدى إلى تدمير الدبابات والشاحنات والمشاة العراقية من خلال الضباب الكثيف. دمرت الفرقة المدرعة الثانية 60 دبابة عراقية و35 مركبة عسكرية على طول خط أنابيب إيبسا. في سماء ضباب الحرب أصبحت الوحدات الأمريكية مختلطة مع الوحدات العراقية المنتشرة في جميع أنحاء الصحراء. أدى هذا الارتباك إلى بعض حوادث النيران الصديقة.
قاد السرب الأول من فوج الفرسان المدرع الرابع هجوم فرقة المشاة الأولى عبر العراق والكويت مما أدى إلى قطع طريق الهروب من الجيش العراقي على طول طريق مدينة الكويت / البصرة. واصل السرب تقدمه السريع وبلغ ذروته بالاستيلاء على مطار سفوان بالعراق. السرب الأول من فوج الفرسان المدرعة 4 دمرت 65 دبابة و66 ناقلة جنود مدرعة و66 شاحنة و91 مخبأ وأسر 3,010 من جنود العدو.
بحلول الفجر كانت فرقة المشاة الأولى الأمريكية تسيطر على الهدف نورفولك وشعبة المشاة الميكانيكية توكلنا قد توقفت عن الوجود كقوة قتالية. دمر ما مجموعه 11 قسما عراقيا. كانت الخسائر الأمريكية ستة جنود قتلوا (كلهم بنيران صديقة) و25 جريحا. تم تدمير عشرات المركبات القتالية التابعة لفرقة العمل 1-41 المشاة بما في ذلك دبابات أبرامز خلال العمليات القتالية. قامت الفرقة المدرعة الثانية وشعبة المشاة الأولى بتدمير 550 دبابة عراقية و480 مركبة أخرى خلال العمليات القتالية.

## المشاركون البريطانيون
كانت الفرقة الأولى المدرعة البريطانية مسؤولة عن حماية الجناح الأيمن من الفيلق السابع. يفترض من قبل مخططي الفيلق أن الفرقة العراقية المدرعة 52 ستقوم بمهاجمة الفيلق السابع متى ما تم اكتشاف اختراقهم للدفاعات العراقية. كان للفرقة البريطانية المدرعة الأولى لواءين (الرابع والسابع) شاركا في عملية غرانبي وهو الاسم الذي أعطي للعمليات العسكرية البريطانية خلال حرب الخليج الثانية عام 1991. تم تجهيز المدرعة 1 بدبابات المعركة الرئيسية تشالنجر 1. مع السلاح الرئيسي 120 مم والبصريات الحرارية ودرع تشوبهام فإن منافستها الوحيدة في الساحة كان الدبابة الأمريكية إم1 أبرامز. سارع المشاة البريطانيون إلى المعركة على إف في510 واريور. كان لديهم حماية درع معقولة ومدفع 30 ملم. شملت الصيغ المعدلة للسيارة ناقلات هاون وأنظمة مضادة للدبابات من طراز ميلان ومركبات القيادة والسيطرة وتمتلك مجموعة متنوعة من المركبات المدرعة الخفيفة الممتازة المبنية على هيكلها إف في 101 سكوربيون. كانت المدفعية البريطانية في المقام الأول أمريكية الصنع من إم 109 هاوتزر (155 مم) وإم 110 هاوتزر (203 مم) وراجمة صواريخ أم 270 التي كانت متوافقة مع الأنظمة الأمريكية. تألف دعمها الجوي من مروحيات إيروسباسيال غازيل المستخدمة للاستطلاع ومروحية ويستلاند لينكس التي كانت مماثلة للمروحية الأمريكية إيه إتش-1 كوبرا. كان لدى البريطانيين مجموعتهم الكاملة من المهندسين واللوجستيات والوحدات الطبية.
كان هذا التقسيم صغير ولكن قوي بقيادة اللواء روبرت سميث البالغ من العمر 47 عاما. كان عضوا في فوج المظليين البريطاني وخبير في المدرعات السوفياتية وتكتيكات الدبابات. كان لواءه الذي يتكون من فرقتان تحت تصرفه. تم تعزيز اللواء الرابع بمهندسين ومدفعية إضافيين. تم استخدام اللواء الرابع لعمليات الاختراق ولمسح الأرض في الخرق. تم استخدام اللواء السابع للدروع الثقيلة للدبابات على اشتباكات الدبابات.
في 25 فبراير 1991 اقتحمت الفرقة المدرعة الأولى الجناح الغربي لقسم المشاة الثامن والأربعين بقيادة العميد صاحب محمد علو. في تلك الليلة دمرت فرقة المشاة 48 وتم القبض على العميد علو من قبل البريطانيين. في تلك الليلة نفسها أزال البريطانيون خطين من مواقع العدو خلال اشتباكات قتالية وثيقة. كما دمر البريطانيون عدة مجموعات عراقية من دبابات تي-55. في نفس الليلة كانت عناصر أخرى من الفرقة تشتبك مع فرقة المشاة العراقية الحادية والثلاثين.
في 26 فبراير 1991 أطلقت وحدات المدفعية البريطانية ضربة مدفعية مدتها ساعة على مواقع عراقية. كان هذا أكبر عرض مدفعي بريطاني منذ الحرب العالمية الثانية. في الليلة نفسها خاض اللواء السابع البريطاني معركة دبابات ليلية ضد كتيبة دبابات عراقية من الفرقة العراقية المدرعة 52. بعد تسعين دقيقة من المعركة تم تدمير 50 دبابة عراقية وناقلة جنود مدرعة. في الليلة نفسها دمر اللواء الرابع البريطاني مقر قيادة ومدفعية تابعة للواء 807 التابع لقوات المشاة الثامنة والأربعين. قامت وحدات المشاة البريطانية بتطهير المواقع الدفاعية العراقية التي احتلها لواء المشاة العراقي 803. بعد 48 ساعة من القتال قامت الفرقة المدرعة الأولى البريطانية بتدمير أو عزل أربع فرق مشاة عراقية (26 و48 و31 و25) قامت بتفريق قسم المدرعة 52 العراقي في العديد من الاشتباكات الحادة. بحلول منتصف الليل لم تكن هناك مقاومة عراقية أكثر تنظيما بين الفرقة المدرعة الأولى والخليج العربي. في هذا اليوم حققت تشالنجر 1 أطول عملية قتل دبابة مؤكدة للحرب مما أدى إلى تدمير دبابة عراقية مع دروع خارقة للدبابات أطلقت من على مسافة 4700 متر (2.9 ميل) أطول تسديدة على الدبابة من دبابة.
في 27 فبراير 1991 حصلت الفرقة المدرعة الأولى البريطانية على الأهداف النهائية على طريق البصرة شمال المطلاع. كانت الفرقة المدرعة الأولى البريطانية قد سافرت 217 ميلا في 97 ساعة. استولت الفرقة المدرعة الأولى أو دمرت حوالي 200 دبابة وعدد كبير جدا من ناقلات الجنود المدرعة والشاحنات ومركبات الاستطلاع وما إلى ذلك.

## الهدف دورسيت
في 28 فبراير قامت الفرقة الثالثة المدرعة الأمريكية بتطهير الهدف دورسيت بعد أن واجهت مقاومة شديدة وتدمير أكثر من 250 سيارة للعدو. اللواء الثالث من الفرقة المدرعة الثالثة استولت أيضا على 2500 سجين من العدو. ساهم اللواء الثالث من الفرقة الثالثة المدرعة إسهاما كبيرا في تدمير فرقتي الحرس الجمهوري العراقيتين. في 24 ساعة من القتال المتواصل تقريبا دمر اللواء 547 مركبة منها 102 دبابة و81 ناقلة جنود مصفحة و34 قطعة مدفعية و15 بندقية من طراز أيه أيه أيه والاستيلاء على مئات الأطنان من الإمدادات و528 أسير حرب. كان للفرقة الثالثة المدرعة ثلاث دبابات أبرامز تضررت خلال العمليات القتالية. قتل خمسة عشر جنديا من الفرقة الثالثة بين ديسمبر 1990 وأواخر فبراير 1991.
في ذروة المعركة شملت الفرقة المدرعة الثالثة 32 كتيبة و20533 فردا. كانت أكبر فرقة تحالف في حرب الخليج الثانية وأكبر فرقة مدرعة أمريكية في التاريخ. كانت تحتوي ترسانتها المتحركة على 360 الدبابة القتالية الرئيسية إم1 أبرامز و340 مركبة المشاة القتالية أم2 برادلي و128 مدفع ذاتي الحركة إم 109 هاوتزر و27 المروحية الهجومية إيه إتش-64 أباتشي و9 راجمة صواريخ أم 270 وأكثر من ذلك.